# ثنائي سيلينيد المنغنيز
ثنائي سيلينيد المنغنيز هو مركّب كيميائي من المنغنيز والسلينيوم له الصيغة الكيميائيّة MnSe2 عند ظروف الضغط والحرارة القياسيّتين.